# ستيف باركلي (سائق سباق)
ستيف باركلي (بالإنجليزية: Steve Barclay)‏ هو سائق سباق أمريكي، ولد في 13 ديسمبر 1944 في أورانج في الولايات المتحدة.

## وصلات خارجية
- ستيف باركلي على موقع Racing-Reference.info (الإنجليزية)